# Theretra floresica
Theretra floresica là một loài bướm đêm thuộc họ Sphingidae. Nó được tìm thấy ở Flores, part of miền đông quần đảo Nusa Tenggara của Indonesia.